# Gunniopsis
Genre
Classification phylogénétique
Gunniopsis Pax est un genre de plante de la famille des Aizoaceae.
Gunniopsis Pax in Engler et Prantl, Nat. Pflanzenfam. 3(lb): 44 (1889)
Type : Gunniopsis quadrifida (F.Muell.) Pax (Sesuvium quadrifidum F.Muell.)

## Liste d'espèces
- Gunniopsis calcarea Chinnock
- Gunniopsis calva Chinnock
- Gunniopsis divisa Chinnock
- Gunniopsis glabra (Ewart) C.A.Gardner
- Gunniopsis intermedia Diels
- Gunniopsis kochii (R.Wagner) Chinnock
- Gunniopsis papillata Chinnock
- Gunniopsis propinqua Chinnock
- Gunniopsis quadrifida (F.Muell.) Pax
- Gunniopsis rodwayi (Ewart) C.A.Gardner
- Gunniopsis rubra Chinnock
- Gunniopsis septifraga (F.Muell.) Chinnock
- Gunniopsis tenuifolia Chinnock
- Gunniopsis zygophylloides (F.Muell.) Diels